# Governo Fouché
Il Governo Fouché è stato in carica dal 23 giugno al 7 luglio 1815, per un totale di 14 giorni. Fu costituito dopo la battaglia di Waterloo (18 giugno), che comportò la definitiva disfatta e l'abdicazione di Napoleone Bonaparte (22 giugno) e la costituzione di un governo provvisorio guidato da Joseph Fouché, definito anche commissione esecutiva di governo (francese: Commission exécutive de gouvernement).

## Storia
Benché l'atto di abdicazione di Napoleone I, costretto dal Parlamento, vincolasse il governo provvisorio a riconoscere suo figlio Napoleone, Re di Roma, la maggior parte dei deputati e la stessa commissione esecutiva non la considerò come una valida opzione politica, vista l'ostilità della Settima coalizione e l'età del principe Napoleone, che non aveva compiuto i 5 anni.
Il capo del governo Fouché, la cui lealtà era sempre stata dubbia durante il Primo Impero, sperava attraverso l'entourage dell'Imperatore, ritiratosi nel castello di Malmaison, di convincerlo a fuggire negli Stati Uniti così da poter meglio gestire la situazione in Francia. 
Il 27 giugno, Fouché aveva ribadito in una lettera al generale Wellington, comandante della Settima coalizione, del suo desiderio di pace continentale, evitando sia un ritorno alla Repubblica (del cui Terrore era stato pure uno degli artefici) che il mantenimento di un'autocrazia bonapartista, non precisando il suo sostegno né per un restauro dei Borbone, né per la proclamazione di Napoleone II.
Dopo le esitazioni di Napoleone I, Fouché riuscì a convincerlo della necessità di un suo esilio permanente, che lo portò a trasferirsi nella città portuale di Rochefort, cui arrivò il 29 giugno e dove Fouché diede segrete disposizioni affinché venisse forzatamente imbarcato su una nave per l'esilio.
Contemporaneamente, il 28 giugno era stato dichiarato lo stato d'assedio per Parigi, minacciata dall'avanzate delle truppe britanniche e prussiane che affluivano da Waterloo. Ad aggravare la situazione, le notizie dell'abdicazione di Napoleone, giunte fino al cattolicissimo e ultrarealista Midi, avevano portato allo scoppio del "Terrore bianco", casi di giustizia sommaria e omicidi politici perpetrati dai partigiani del re che, a Marsiglia, avevano anche sterminato i Mamelucchi imperiali.
Il 1º luglio, l'ultima battaglia dei Cento giorni si volge a Rocuencourt, dove le truppe guidate dal generale e ministro della guerra Davout riescono a sconfiggere quelle prussiane di Eston de Sohr, ritardando però solo di pochi giorni l'entrata dei vincitori a Parigi: il 3 luglio è lo stesso Davout che firma l'armistizio al castello di Saint-Cloud.
Informato tardivamente, le truppe imperiali vengono evacuate dalla capitale il 6 luglio, mentre il governo provvisorio viene dissolto il giorno seguente ed i suoi membri di apprestano chi alla fuga, chi a ritirarsi e chi ad accogliere i vincitori.
L'8 luglio, fu infatti lo stesso Fouché ad accogliere Luigi XVIII, riconosciuto come nuovo sovrano di Francia. Ci fu il sospetto che il passaggio di Fouché sul lato borbonico fosse già avvenuto all'inizio dei Cento giorni, grazie ai suoi rapporti con il rivale Talleyrand, primo ministro di Luigi XVIII che, pur disprezzando Fouché per la sua slealtà a qualsiasi causa e la sua macchia di regicida, aveva accettato la sua nomina nel governo Talleyrand come ministro della Polizia.

## Composizione della Commissione
| Carica                                  | Titolare | Titolare                     | Partito      |
| --------------------------------------- | -------- | ---------------------------- | ------------ |
| Presidente della Commissione di Governo |          | Joseph Fouché                | Nessuno      |
|                                         |          |                              |              |
| Membri della Commissione di Governo     |          | Lazare Carnot                | Giacobino    |
| Membri della Commissione di Governo     |          | Paul Grenier                 | Liberale     |
| Membri della Commissione di Governo     |          | Armand de Caulaincourt       | Bonapartista |
| Membri della Commissione di Governo     |          | Nicolas-Marie Quinette       | Giacobino    |
|                                         |          |                              |              |
| Ministro degli Affari Esteri            |          | Édouard Bignon               | Liberale     |
| Ministro dell'Interno                   |          | Claude-Marie Carnot          | Liberale     |
| Ministro della Polizia                  |          | Joseph Pelet de la Lozère    | Liberale     |
| Ministro della Giustizia                |          | Antoine Boulay de la Meurthe | Bonapartista |
| Ministro della Guerra                   |          | Louis Nicolas Davout         | Bonapartista |
| Ministro delle Finanze                  |          | Martin Gaudin                | Liberale     |
| Ministro del Tesoro                     |          | Nicolas François Mollien     | Nessuno      |
| Ministro della Marina e delle Colonie   |          | Denis Decrès                 | Bonapartista |